# Cecilia Peck
Cecilia Peck (nascuda l'1 de maig de 1958) és una productora, directora i actriu de cinema estatunidenca. És la menor de dos fills de l'actor Gregory Peck i la seva segona dona Veronique Passani.

## Carrera
Com a actriu, Peck va ser nominada als Premis Globus d'Or per The Portrait, en què va interpretar la filla del personatge del seu pare. Va fer el paper principal a  Torn Apart, i va aparèixer a My Best Friend Is a Vampire.
Peck va produir A Conversation with Gregory Peck, sobre el seu pare, que es va estrenar com a Selecció Especial al 53è Festival Internacional de Cinema de Canes, i es va emetre a TCM i PBS American Masters. Va dirigir i produir el curtmetratge documental Justice For All, un examen de la pena capital, que va rebre el Silver Gavel Award. Va ser productora associada de Defending Our Daughters, una pel·lícula de no ficció sobre els drets humans de les dones per a Lifetime Television, que va rebre el premi Voices of Courage del Comitè de Dones Refugiades.
Des del 2008, Peck i la seva família han estat presentant el Gregory Peck Award for Cinematic Excellence a actors i directors al Festival Internacional de Cinema de Dingle i, a partir del 2014, al Festival Internacional de Cinema de San Diego. Peck ha lliurat el premi a Patrick Stewart, Keith Carradine i Laurence Fishburne.
Peck ha dirigit i produït Shut Up & Sing, sobre la reacció contra les Dixie Chicks per oposar-se a la guerra de l'Iraq. La pel·lícula fou estrenada al Festival Internacional de Cinema de Toronto, va guanyar un premi especial del jurat al Festival de Cinema de Chicago, Millor documental als festivals de cinema de Sydney, Aspen i Woodstock i va ser preseleccionada per als Oscars de 2007.
Peck va dirigir i va produir el documental Brave Miss World (Netflix), després de la lluita de Linor Abargil per la justícia i la missió de trencar el silenci al voltant de la violació. La pel·lícula va ser nominada al Premi Emmy per al mèrit excepcional en la realització de documentals al 2014.
La companyia de Peck, "Rocket Girl Productions", produeix llargmetratges i documentals independents.
El 2018, Peck es va unir a la junta directiva del Festival Internacional de Cinema de San Diego.
El 2020 Peck va dirigir Seduced: Inside the NXIVM Cult que segueix a India Oxenberg i altres dones que van compartir les seves experiències a NXIVM, una organització d'autoajuda situada a Albany (Nova York). Abans de treballar en el documental, NXIVM va apuntar a Peck per a la seva contractació. Un company de feina anterior s'havia posat en contacte amb Peck per informar-la d'un grup de dones increïble i li va suggerir que es reunís amb Allison Mack, una de les seves líders i reclutadores. Peck no va respondre mai als correus electrònics i, un any més tard, va rebre un correu electrònic del reclutador demanant disculpes. Peck va ser directora, escriptora i productora executiva de la sèrie documental en quatre parts del 2020 Seduced: Inside the NXIVM cult.
El març de 2021, Peck va regalar roba i demanar prestats articles personals per crear l'exposició "From Paris To Hollywood, the Fashion and Influence of Véronique and Gregory Peck." Aquesta exposició es troba al Museu d'Art de Denver.
El 2023, Peck va dirigir i produir Escaping Twin Flames, centrat en el culte Twin Flames Universe fundat per Jeff i Shaleia Divine, a través de la perspectiva dels antics membres de Netflix.

## Vida personal
Peck es va casar amb l'escriptor Daniel Voll el 8 de setembre de 2001. Tenen dos fills. El seu fill Harper Daniel Peck, nascut el 1999, porta el nom de Harper Lee. La seva filla Ondine Peck-Voll va néixer el 2002. Peck és l'antiga cunyada de la supermodel Cheryl Tiegs i tia de l'actor Ethan Peck.

## Filmografia

### Actriu
- 1986: Dress Gray (TV)
- 1987: Wall Street
- 1988: Crime Story (Guest star, 2 episodes)
- 1988: My Best Friend Is a Vampire
- 1990: Torn Apart
- 1991: Ambition
- 1992: Tous mes maris (TV)
- 1993: Blue Flame
- 1993: The Portrait (TV)
- 1994: Killing Zoe
- 1994: Renegade (actor convidat, 1 episodi)
- 1995: French Exit
- 1997: Sous les pieds des femmes
- 2005: Caos

### Directora
- 2006: Shut Up & Sing
- 2013: Brave Miss World
- 2020: Seduced: Inside the NXIVM Cult
- 2023: Escaping Twin Flames

### Productora
- 1999: A Conversation With Gregory Peck
- 2002: The Hamptons (TV)
- 2006: Shut Up & Sing
- 2013 Brave Miss World[11]